# Port lotniczy Silistra-Polkovnik Lambrinovo
Port lotniczy Silistra-Polkovnik Lambrinovo – port lotniczy położony w Silistrze, w Bułgarii. Używany jest jako baza wojskowa Bułgarskich Sił Powietrznych.